# Javier Sierra Albert
Javier Sierra Albert (Terol, Aragó, 11 d'agost del 1971) és un periodista, escriptor i investigador de temes relacionats amb la ufologia, la parapsicologia, les civilitzacions antigues i els enigmes històrics. Va estudiar periodisme a la Universidad Complutense de Madrid.
El 2006 va publicar la novel·la La cena secreta, amb la qual va assolir el número 6 en la llista dels llibres més venuts publicada per The New York Times. L'obra ha estat publicada en 46 països. El 2007 va publicar La dama azul.
El 2008 va presentar el programa El Arca Secreta, a Antena 3. En l'actualitat és conseller editorial de la revista Más Allá de la Ciencia, distribuïda a l'Estat espanyol i l'Amèrica Llatina, i participa en diversos programes de ràdio i televisió, com el ja desaparegut Milenio 3 (Cadena SER) i Cuarto Milenio (Cuatro).

## Novel·les[5]
- La dama azul (1998, Martínez Roca; reedició evisada en 2008, Planeta)
- Las puertas templarias (2000, Martínez Roca)
- El secreto egipcio de Napoleón (2002, La Esfera de los Libros)
- La cena secreta (2004, Plaza & Janés; reedición revisada en 2011, Planeta). Finalista del Premi de Novel·la Ciudad de Torrevieja
- El ángel perdido (2011, Planeta)
- El maestro del Prado (2013, Planeta)
- La pirámide inmortal (2014, Planeta), versió revisada de la sev a obra El secreto egipcio de Napoleón.
- El fuego invisible (2017, Planeta), Premio Planeta

## Assaigs
- Roswell: secreto de Estado (1995, EDAF; reedició revisada en 2013, Planeta)
- La España extraña (1997, EDAF; reedició revisada en 2015, Planeta), en colaboración con Jesús Callejo
- En busca de la Edad de Oro (2000, Plaza & Janés; reedició revisada en 2015, Planeta)
- La ruta prohibida y otros enigmas de la Historia (2007, Planeta)

## Col·laboracions
- 2003: participa en l'obra col·lectiva de Relatos ferroviarios sobre raíles (Imagine Ediciones), junt amb Juan Eslava Galán, Dulce Chacón, Espido Freire, Javier García Sánchez o Eugenia Rico.
- 2003-2004: dirigí i prologà la col·lecció de novel·les La Cámara Secreta (col. Nº 80), d'intriga històrica, pel Círculo de Lectores, que reuní obres d'autors com Christian Jacq, Philipp Vandenberg, Larry Collins, Valerio Evangelisti o Gerald Messadié.
- 2007-2008: dirigeix i prologa la col·lecció d'assaigs La ruta prohibida per Círculo de Lectores, que reuneix obres d'autors com Louis Charpentier, Ruggero Marino, David Ovason, Margaret Starbird, Graham Hancock o Robert Bauval.
- 2009: participà en l'antologia Thriller 2: Stories that you just can´t put down (Mira), coordinada per Clive Cussler i amb la participació de Ridley Pearson, Jeffrey Deaver, Kathleen Antrim o Phillip Margolin.
- 2012: participà en l'obra col·lectiva Caspe 1412: los relatos del Compromiso (Edhasa), junt amb autors com José Luis Corral, Almudena de Arteaga, José Calvo Poyato, Jesús Maeso de la Torre, Fernando Aínsa, José Manuel García Marín, Toti Martínez de Lezea i Margarita Torres.